# بير إثيوبي
البير (بالأمهرية: ብር)‏ هو وحدة العملة في إثيوبيا. قبل عام 1976. في عام 1931، طلب امبراطور إثيوبيا هيلا سيلاسي رسمياً، من المجتمع الدولي استخدام اسم إثيوبيا بدلا من الحبشة، كما تغير اسم االبنك المركزي من بنك الحبشة إلى البنك إثيوبيا. وهكذا، يمكن النظر في قيمة العملة قبل عام 1931 البير الحبشي ومرحلة ما بعد 1931 العملة البير الإثيوبي، وإن كان من نفس البلد ونفس العملة قبل وبعد.
186 billion birr ($14.7 billion or €9.97 billion) were in circulation in 2008.

## التاريخ

### البير الأول
خلال القرنين الثامن عشر والتاسع عشر، اُستخدم تالر ماريا تيريزا وكتل من الملح كعملة لإثيوبيا. اعتمد تالر ماريا تيريزا كعملة رسمية في عام 1855، على الرغم من استخدام الروبية الهندية والدولار المكسيكي أيضًا في التجارة الخارجية.:صفحات 41–91
أصبح البير العملة الرسمية في 9 فبراير 1893 وأُنتج 200000 ورقة نقدية في عام 1894 في عملة باريس لصالح الإمبراطور منليك الثاني. وقسم البير إلى 20 غيرش. التالاري، الذي يعادل تالر ماريا تيريزا، كان يُقسم إلى 20 قرشًا (ويُعرف أيضًا بـ "غيرش" أو "جرش"، مشتق من القرش العثماني) أو 40 بيسة (عملة نحاسية صغيرة).
ظهرت عملة إثيوبية جديدة حوالي عام 1903. حافظ البير الفضي الجديد على نفس الوزن والنقاء مثل التالاري، ولكن قُدِّم ربع بير وقرش فضي، حيث كان الأخير يعادل 1/16 من وزن البير. وأصبحت وحدة الحساب حينها 1 بير، يعادل 16 قرشًا أو 32 بيسة.
تأسس بنك الحبشة عام 1905 على يد الإمبراطور مينليك والمجموعة المصرفية الأوروبية. افتتح مينليك البنك رسميًا في 15 فبراير 1906.العملة الإثيوبية لم تكتسب قبولاً واسعًا إلا بشكل تدريجي، حيث استمر بنك الحبشة في استيراد تالر ماريا تيريزا. وبحلول اندلاع الحرب العالمية الأولى، كان البنك لا يزال يستورد حوالي 1,200,000 من هذه العملات سنويًا. بدأ بنك الحبشة بإصدار الأوراق النقدية في عام 1915، وكانت هذه الأوراق النقدية تحمل تسمية "بير" باللغة الأمهرية و"تالر" باللغة الإنجليزية. استخدمت هذه الأوراق من قبل التجار والأجانب، لكنها لم تحظ بقبول واسع في البداية. ومع ذلك، زاد تداول الأوراق النقدية بشكل كبير بعد عام 1925.
اشترى الإمبراطور هيلا سيلاسي بنك الحبشة في عام 1931 مقابل 235 ألف جنيه إسترليني لجعله مؤسسة إثيوبية بحتة. أعيد تسميته ليصبح بنك إثيوبيا. في نفس الوقت، قُسِّمت العملة إلى نظام عشري، حيث أُدخلت عملات معدنية مصنوعة من النيكل والنحاس، وأصبح البير يعادل 100 متونيا (تُكتب أحيانًا ماتونا). النصوص على الأوراق النقدية كُتبت باللغة الأمهرية، والفرنسية، والإنجليزية.
بحلول منتصف ثلاثينيات القرن الماضي، كانت التداولات تتكون بشكل رئيسي من تالر ماريا تيريزا وتالاري مينليك.

### الليرة الإيطالية
بعد الاحتلال الإيطالي في عام 15 يوليو 1936 أصبحت الليرة الإيطالية العملة الرسمية وسُحبت الأوراق النقدية الاثيوبية.

### شلن شرق أفريقيا
خلال حملة شرق أفريقيا عام 1941، جلبت القوات البريطانية معهم عملات هندية ومصرية وبريطانية من شرق أفريقيا. سُمح باستمرار تداول العملات المعدنية والأوراق النقدية الإيطالية التي تقل عن 50 ليرة؛ وسحبت الفئات الأعلى. سُمح بتداول تالر ماريا تريزا. و في 1 يوليو 1942 أصبح شلن شرق أفريقيا العملة الرسمية الوحيدة وظل كذلك حتى عام 1945.

### البير الثاني
أعيد استخدام البير في عام 1945 بمعدل 1 بير = 2 شلن. استخدام اسم الدولار الإثيوبي في النص الإنجليزي على الأوراق النقدية. وقسم إلى 100 سنتيم. أصبح اسم بير هو الاسم الرسمي الذي استخدم في جميع اللغات في عام 1976.

## العملات المعدنية

### البير الأول
بين عامي 1894 و1897، طُرحت عملات نحاسية بفئات 1⁄100 و1⁄32 بير، إلى جانب عملات فضية بفئات 1 غرش، 1⁄8، 1⁄4، 1⁄2، و1 بير، وعملات ذهبية بفئات 1⁄4، 1⁄2، و1 ويرك. وفي عام 1931، أُصدرت سلسلة جديدة من العملات تضمنت عملات نحاسية بفئات 1 و5 متونيات، وعملات نيكل بفئات 10، 20، و50 متونية.

### البير الثاني
في عام 1944 (1936 وفقًا للتقويم الإثيوبي)، أُعيد إصدار العملات، حيث تضمنت عملات نحاسية بفئات 1، 5، 10، و25 سنتيم، وعملات فضية بفئة 50 سنتيم. وفي عام 1977 (1969 وفقًا للتقويم الإثيوبي)، صدرت سلسلة ثانية تضمنت عملات من الألومنيوم بفئة 1 سنتيم، والنحاس الأصفر بفئتي 5 و10 سنتيم، والنحاس النيكل بفئتي 25 و50 سنتيم، وعملات ثنائية المعدن بفئة 1 بير. أما الإصدارات الأحدث فهي:
- 5 سنتيم 2006 (1998 وفقًا للتقويم الإثيوبي)
- 10 سنتيم 2004 (1996 وفقًا للتقويم الإثيوبي)
- 25 سنتيم 2016 (2008 وفقًا للتقويم الإثيوبي؛ تُعرف أيضًا باسم "سموني")
- 50 سنتيم 2016 (2008 وفقًا للتقويم الإثيوبي)
- 1 بير 2016 (2008 وفقًا للتقويم الإثيوبي)

تظهر التواريخ، مثل باقي النصوص، باللغة الأمهرية، وهي اللغة الرسمية لإثيوبيا.

### التعريف والمظهر
علاوة على أن النص كله تقريبًا باللغة الأمهرية، هناك ميزتان تساعدان على التعرف على البير الإثيوبي فورًا. تتميز العملات المعدنية التي يعود تاريخها إلى ما قبل عام 1977 (1969 حسب التقويم الإثيوبي) بوجود شعار إثيوبيا. العملات المعدنية التي يعود تاريخها إلى عام 1977 (1969 حسب التقويم الإثيوبي) أو ما بعده تصور رأس أسد يزئر.
سُكَّت العملات المعدنية في العديد من دور سك العملة، بما في ذلك دار باريس، ودار برلين، وأديس أبابا. كانت العملات المعدنية التي لا تحمل علامات الدار ‏ تُسك عادةً في أديس أبابا.

## الأوراق النقدية

### البير الأول
قدم بنك الحبشة عملات ورقية بقيمة 5 و 10 و 100 و 500 بير في عام 1915. وكانت النصوص على الأوراق باللغتين الأمهرية والفرنسية. أضيفت ورقة 50 بير في عام 1929. أصدر بنك إثيوبيا أوراق نقدية في عام 1932 بفئات 5 و 10 و 50 و 100 و 500 بير.

### البير الثاني
في 23 يوليو 1945، اصدرت أوراق نقدية من قبل بنك الدولة إثيوبي بفئات 1 و 5 و 10 و 50 و 100 و 500 بير. وتأسس البنك الوطني الإثيوبي بموجب الإعلان الإمبراطوري رقم 207 الصادر في 27 يوليو 1963، وبدأ العمل في 1 يناير 1964. تولى البنك الوطني لإثيوبيا مسؤولية إنتاج الأوراق النقدية في عام 1966 وأصدر جميع الفئات باستثناء 500 بير.

#### فئات 2020
في 14 سبتمبر 2020، أعلنت إثيوبيا عن طرح عملات ورقية جديدة من فئة 10 و 50 و 100 و 200 بير. وأفادت الحكومة الفيدرالية أن أكثر من 113 مليار بير أي ما يعادل 3.6 مليار دولار لا تزال مخفية عن البنوك. تعتقد الحكومة الفيدرالية أيضًا أن هذه الأموال تُستخدم كعامل محفز لعدم الاستقرار الحالي في إثيوبيا. وأشار رئيس الوزراء أبي أحمد إلى أن الدولة أنفقت 3.7 مليار بير (101.2 مليون دولار) لطباعة الأوراق النقدية الجديدة.
| إصدار 2016 | إصدار 2016 | إصدار 2016   | إصدار 2016                   |
| الصورة     | القيمة     | الوجه        | العكس                        |
| ---------- | ---------- | ------------ | ---------------------------- |
|            | بير واحد   | صبي          | شلالات تسيسات (النيل الأزرق) |
|            | 5 بير      | حصاد البن    | كودو ووشق                    |
|            | 10 بير     | صناعة السلال | جرار زراعي                   |
|            | 50 بير     | خرث          | فاسيل غيبي                   |
|            | 100 بير    | حرث          | رجل، مجهر                    |

| إصدار 2020 | إصدار 2020 | إصدار 2020     | إصدار 2020                                  |
| الصورة     | القيمة     | الوجه          | العكس                                       |
| ---------- | ---------- | -------------- | ------------------------------------------- |
|            | 10 بير     | جمل، حصاد البن | زوجين                                       |
|            | 50 بير     | جرار زراعي     | مصنع                                        |
|            | 100 بير    | فاسيل غيبي     | كهوف سوف عمر [الإنجليزية]. بوابة مدينة، هرر |
|            | 200 بير    | حمامة          | جدي                                         |

## سعر الصرف
| السنة | صعود      | صعود    | هبوط      | هبوط    | المتوسط |
| السنة | التاريخ   | المعدل  | التاريخ   | المعدل  | المتوسط |
| ----- | --------- | ------- | --------- | ------- | ------- |
| 2005  | 25 أبريل  | 8.0117  | 30 أكتوبر | 8.4240  | 8.3100  |
| 2006  | 12 يونيو  | 8.3940  | 7 سبتمبر  | 9.1739  | 8.7510  |
| 2007  | 12 فبراير | 9.0670  | 19 أكتوبر | 9.6085  | 9.3921  |
| 2008  | 17 أبريل  | 9.6715  | 1 ديسمبر  | 10.7701 | 9.9167  |
| 2009  | 14 يوليو  | 11.0763 | 15 مارس   | 12.9891 | [ 9 ]   |

| السنة | هبوط      | هبوط    | صعود     | صعود    | المتوسط |
| السنة | التاريخ   | المعدل  | التاريخ  | المعدل  | المتوسط |
| ----- | --------- | ------- | -------- | ------- | ------- |
| 2005  | 17 ديسمبر | 10.0804 | 3 فبراير | 11.6821 | 10.5727 |
| 2006  | 12 يناير  | 10.5791 | 7 ديسمبر | 11.9760 | 10.7092 |
| 2007  | 25 يناير  | 12.0685 | 1 ديسمبر | 13.7500 | 12.6872 |
| 2008  | 2 ديسمبر  | 12.8790 | 1 ديسمبر | 14.6978 | 13.9921 |
| 2009  | 6 يونيو   | 17.5814 | 13 مارس  | 19.7425 | [ 9 ]   |

## وصلات خارجية
- العملات الورقية من اثيوبيا (بالإنجليزية) (بالألمانية)